# SIGFPE
在POSIX兼容的平台上，SIGFPE是当一个进程执行了一个错误的算术操作时发送给它的信号。SIGFPE的符号常量在头文件signal.h中定义。因为在不同平台上，信号数字可能变化，因此常使用信号名称。

## 语源
SIG是信号名的通用前缀。FPE是floating-point exception（浮点异常）的首字母缩略字。产生SIGFPE信号时并非一定要涉及浮点算术，之所以不修改名字是因为这么做会破坏向下兼容性。

## 描述
导致SIGFPE被发送给进程的原因有很多。一个常见的例子是由于一个意外输入导致的溢出，或者在程序构造中的错误。
SIGFPE可以被处理。也就是说，程序员可以指定他们在接收到信号时想要的动作，例如调用一个子程序，忽略事件等。
在特定情形下，忽略SIGFPE可能导致程序出现意料之外的行为，包括但不限于由于不断重试违规操作而导致程序挂起。但是，忽略并非由计算造成的SIGFPE信号是安全的，例如通过kill系统调用发送的那些。
一个通常的疏忽是认为除以零是SIGFPE的唯一来源。在一些架构上（包括IA-32），使用INT_MIN（最小的可以被表示的负整数值）除以-1的整数除法也会触发这个信号，因为商是一个无法被表示的正数。（比如8位有符号整数可以表示-128、+127和它们之间的整数。-128÷-1＝+128 ＞ +127，因此无法被表示而产生溢出并触发此信号）

## 例子
这是一个尝试执行一个称为整数除以零，或FPE_INTDIV的错误算术运算的ANSI C程序的例子。
```
int main()
{
       int x = 42/0;
       return 0; /* Never reached */
}
```

在一个运行Linux的IA-32上编译运行，产生下列内容：
```
$ gcc -o sigfpe sigfpe.c
sigfpe.c: In function ‘main’:
sigfpe.c:3: warning: division by zero
$ ./sigfpe
Floating point exception (core dumped)
```

一个来自gdb的栈跟踪显示在main函数中发生了SIGFPE信号：
```
Program received signal SIGFPE, Arithmetic exception.
0x08048373 in main ()
```

## 参阅
- 除以零
- 浮点